# Giro de Emília
O Giro de Emília (oficialmente: Giro dell'Emilia) é uma corrida de ciclismo de estrada de um dia disputada na Itália, nos arredores da cidade metropolitana de Bolonha na região de Emília-Romanha.
A sua primeira edição teve lugar em 1909. Desde a criação dos Circuitos Continentais UCI em 2005 faz parte do UCI Europe Tour, dentro da categoria 1.hc (máxima categoria destes circuitos), anteriormente foi de categoria 1.1. Em 2014 criou-se uma edição para ciclistas femininas, com o nome oficial de Giro dell Emilia Internazionale Donne Elite, dentro da categoria 1.2 (última categoria do profissionalismo).
O percurso desta clássica de fim de ano compõe-se das ascensões a Monzuno e a Loiano, e termina-se por um circuito na cidade de Bolonha com uma ascensão ao Santuário de Nossa Senhora de San Luca em cuja cume se encontra a linha de meta com um percurso de 200 km aproximadamente. A edição feminina só inclui a última subida e tem a metade de percurso que a sua homónima masculina.

## Palmarés
| Ano                                                                     | Vencedor                 | Segundo              | Terceiro            |
| ----------------------------------------------------------------------- | ------------------------ | -------------------- | ------------------- |
| 1909                                                                    | Eberardo Pavesi          | Giuseppe Brambilla   | Luigi Ganna         |
| 1910                                                                    | Luigi Ganna              | Pierino Albini       | Alfredo Sivocci     |
| 1911                                                                    | Clemente Canepari        | Vincenzo Borgarello  | Carlo Durando       |
| 1912                                                                    | Ugo Agostoni             | Giuseppe Santhià     | Costante Girardengo |
| 1913                                                                    | Alfonso Calzolari        | Ezio Corlaita        | Carlo Durando       |
| 1914                                                                    | Ezio Corlaita            | Costante Girardengo  | Carlo Durando       |
| 1915-1916 edições não realizadas devido à Primeira Guerra Mundial       |                          |                      |                     |
| 1917                                                                    | Angelo Gremo             | Luigi Lucotti        | Costante Girardengo |
| 1918                                                                    | Costante Girardengo      | Leopoldo Torricelli  | Alfonso Calzolari   |
| 1919                                                                    | Costante Girardengo      | Ezio Corlaita        | Lauro Bordin        |
| 1920                                                                    | Giovanni Brunero         | Costante Girardengo  | Emilio Petiva       |
| 1921                                                                    | Costante Girardengo      | Giovanni Brunero     | Bartolomeo Aymo     |
| 1922                                                                    | Costante Girardengo      | Alfredo Sivocci      | Ugo Agostoni        |
| 1923                                                                    | Michele Gordini          | Giuseppe Enrici      | Pasquale Di Pietro  |
| 1924                                                                    | Pietro Linari            | Gaetano Belloni      | Costante Girardengo |
| 1925                                                                    | Costante Girardengo      | Alfredo Binda        | Giovanni Brunero    |
| 1926 edição não realizada                                               |                          |                      |                     |
| 1927                                                                    | Domenico Piemontesi      | Alfredo Binda        | Allegro Grandi      |
| 1928                                                                    | Alfonso Piccin           | Pietro Fossati       | Michele Mara        |
| 1929                                                                    | Allegro Grandi           | Adolfo Bordoni       | Felice Gremo        |
| 1930                                                                    | Mario Bonetti            | Camillo Erba         | Attilio Pavesi      |
| 1931                                                                    | Glauco Servadei          | Giovanni Tulipani    | Renato Scorticati   |
| 1932-1933 edições não realizadas                                        |                          |                      |                     |
| 1934                                                                    | Marco Cimatti            | Romeo Rossi          | Mario Simoni        |
| 1935                                                                    | Aldo Bini                | Eugenio Gestri       | Ruggero Balli       |
| 1936                                                                    | Giuseppe Olmo            | Olimpio Bizzi        | Pietro Rimoldi      |
| 1937                                                                    | Cesare Del Cancia        | Adriano Vignoli      | Giovanni Gotti      |
| 1938                                                                    | Corrado Ardizzoni        | Bianco Bianchi       | Renzo Silvestri     |
| 1939                                                                    | Serafino Biagioni        | Doro Morigi          | Giovanni Brotto     |
| 1940                                                                    | Osvaldo Bailo            | Mario Ricci          | Pietro Rimoldi      |
| 1941                                                                    | Fausto Coppi             | Enrico Mollo         | Gino Bartali        |
| 1942                                                                    | Adolfo Leoni             | Aldo Bini            | Cino Cinelli        |
| 1943                                                                    | Nedo Logli               | Primo Zuccotti       | Elio Bertocchi      |
| 1944-1945 edições não realizadas devido devido à Segunda Guerra Mundial |                          |                      |                     |
| 1946                                                                    | Adolfo Leoni             | Sergio Maggini       | Serse Coppi         |
| 1947                                                                    | Fausto Coppi             | Gino Bartali         | Alfredo Martini     |
| 1948                                                                    | Fausto Coppi             | Vittorio Rossello    | Settimio Simonini   |
| 1949                                                                    | Virgilio Salimbeni       | Sergio Pagliazzi     | Silvio Pedroni      |
| 1950                                                                    | Luciano Maggini          | Enzo Nannini         | Danilo Barozzi      |
| 1951                                                                    | Luciano Maggini          | Giorgio Albani       | Sergio Pagliazzi    |
| 1952                                                                    | Gino Bartali             | Giuseppe Minardi     | Fausto Coppi        |
| 1953                                                                    | Gino Bartali             | Giancarlo Astrua     | Lido Sartini        |
| 1954                                                                    | Nino Defilippis          | Rino Benedetti       | Michele Gismondi    |
| 1955                                                                    | Nino Defilippis          | Bruno Monti          | Eugenio Bertoglio   |
| 1956                                                                    | Bruno Monti              | Adolfo Grosso        | Rino Benedetti      |
| 1957                                                                    | Bruno Monti              | Giuseppe Fallarini   | Angelo Conterno     |
| 1958                                                                    | Diego Ronchini           | Noè Conti            | Vito Favero         |
| 1959                                                                    | Ercole Baldini           | Alessandro Fantini   | Walter Martin       |
| 1960                                                                    | Pierino Baffi            | Diego Ronchini       | Carlo Brugnami      |
| 1961                                                                    | Diego Ronchini           | Giorgio Zancanaro    | Franco Balmamion    |
| 1962                                                                    | Bruno Mealli             | Walter Martin        | Antonio Suárez      |
| 1963                                                                    | Italo Zilioli            | Silvano Ciampi       | Giovanni Bettinelli |
| 1964 edição não realizada                                               |                          |                      |                     |
| 1965                                                                    | Michelle Dancelli        | Adriano Durante      | Franco Bitossi      |
| 1966                                                                    | Carmine Preziosi         | Italo Mazzacurati    | Luigi Zuccotti      |
| 1967                                                                    | Michelle Dancelli        | Guido De Rosso       | Franco Bitossi      |
| 1968                                                                    | Gianni Motta             | Giancarlo Polidori   | Claudio Michelotto  |
| 1969                                                                    | Gianni Motta             | Franco Bitossi       | Felice Gimondi      |
| 1970                                                                    | Franco Bitossi           | Italo Zilioli        | Michelle Dancelli   |
| 1971                                                                    | Gianni Motta             | Ole Ritter           | Giancarlo Polidori  |
| 1972                                                                    | Eddy Merckx              | Santiago Lazcano     | Felice Gimondi      |
| 1973                                                                    | Franco Bitossi           | Marcello Bergamo     | Miguel María Lasa   |
| 1974                                                                    | Francesco Moser          | Roger De Vlaeminck   | Tino Conti          |
| 1975                                                                    | Enrico Paolini           | Felice Gimondi       | Alfredo Chinetti    |
| 1976                                                                    | Roger De Vlaeminck       | Italo Zilioli        | Glauco Santoni      |
| 1977                                                                    | Mario Beccia             | Bernt Johansson      | Phil Edwards        |
| 1978                                                                    | Bernt Johansson          | Wladimiro Panizza    | Alfio Vandi         |
| 1979                                                                    | Francesco Moser          | Pierino Gavazzi      | Silvano Contini     |
| 1980                                                                    | Gianbattista Baronchelli | Wladimiro Panizza    | Jørgen Marcussen    |
| 1981                                                                    | Pierino Gavazzi          | Francesco Moser      | Silvano Contini     |
| 1982                                                                    | Pierino Gavazzi          | Silvano Contini      | Emanuele Bombini    |
| 1983                                                                    | Cesare Cipollini         | Daniele Caroli       | Dag Erik Pedersen   |
| 1984                                                                    | Ezio Moroni              | Michael Wilson       | Roberto Ceruti      |
| 1985                                                                    | Acácio da Silva          | Claudio Corti        | Marino Lejarreta    |
| 1986                                                                    | Hubert Seiz              | Dag Erik Pedersen    | Pierino Gavazzi     |
| 1987                                                                    | Jean-François Bernard    | Moreno Argentin      | Jiří Škoda          |
| 1988                                                                    | Tony Rominger            | Maurizio Fondriest   | Rolf Sørensen       |
| 1989                                                                    | Dmitri Konyschew         | Maurizio Fondriest   | Mauro Gianetti      |
| 1990                                                                    | Davide Cassani           | Gilles Delion        | Yvon Madiot         |
| 1991                                                                    | Davide Cassani           | Ivan Gotti           | Charly Mottet       |
| 1992                                                                    | Gianni Bugno             | Davide Cassani       | Stephen Hodge       |
| 1993                                                                    | Maurizio Fondriest       | Pascal Richard       | Claudio Chiappucci  |
| 1994                                                                    | Francesco Casagrande     | Maurizio Fondriest   | Davide Cassani      |
| 1995                                                                    | Davide Cassani           | Massimo Donati       | Alessio Di Basco    |
| 1996                                                                    | Michele Bartoli          | Luc Leblanc          | Bjarne Riis         |
| 1997                                                                    | Alexandr Gonchenkov      | Sergio Barbero       | Felice Puttini      |
| 1998                                                                    | Mirko Celestino          | Massimo Donati       | Michele Bartoli     |
| 1999                                                                    | Michael Boogerd          | Massimo Donati       | Marcello Siboni     |
| 2000                                                                    | Gilberto Simoni          | Massimo Codol        | Mirko Celestino     |
| 2001                                                                    | Jan Ullrich              | Francesco Casagrande | Davide Rebellin     |
| 2002                                                                    | Michele Bartoli          | Ivan Basso           | Michael Rasmussen   |
| 2003                                                                    | Iván Gutiérrez           | Alexandr Kolobnev    | Davide Rebellin     |
| 2004                                                                    | Ivan Basso               | Francesco Casagrande | Rinaldo Nocentini   |
| 2005                                                                    | Gilberto Simoni          | Fränk Schleck        | Mirko Celestino     |
| 2006                                                                    | Davide Rebellin          | Danilo Di Luca       | Giuseppe Di Grande  |
| 2007                                                                    | Fränk Schleck            | Davide Rebellin      | Chris Horner        |
| 2008                                                                    | Danilo Di Luca           | Davide Rebellin      | Alexandr Kolobnev   |
| 2009                                                                    | Robert Gesink            | Jakob Fuglsang       | Thomas Löfkvist     |
| 2010                                                                    | Robert Gesink            | Daniel Martin        | Michele Scarponi    |
| 2011                                                                    | Carlos Alberto Betancur  | Bauke Mollema        | Rigoberto Urán      |
| 2012                                                                    | Nairo Quintana           | Fredrik Kessiakoff   | Franco Pellizotti   |
| 2013                                                                    | Diego Ulissi             | Chris Anker Sørensen | Davide Villella     |
| 2014                                                                    | Davide Rebellin          | Ángel Madrazo        | Franco Pellizotti   |
| 2015                                                                    | Jan Bakelants            | Andrea Fedi          | Ángel Madrazo       |
| 2016                                                                    | Esteban Chaves           | Romain Bardet        | Rigoberto Urán      |
| 2017                                                                    | Giovanni Visconti        | Vincenzo Nibali      | Rigoberto Urán      |
| 2018                                                                    | Alessandro De Marchi     | Rigoberto Urán       | Dylan Teuns         |
| 2019                                                                    | Primož Roglič            | Michael Woods        | Sergio Higuita      |
| 2020                                                                    | Aleksandr Vlasov         | João Almeida         | Diego Ulissi        |
| 2021                                                                    | Primož Roglič            | João Almeida         | Michael Woods       |
| 2022                                                                    | Enric Mas                | Tadej Pogačar        | Domenico Pozzovivo  |
| 2023                                                                    | Primož Roglič            | Tadej Pogačar        | Simon Yates         |
| 2024                                                                    | Tadej Pogačar            | Thomas Pidcock       | Davide Piganzoli    |

Nota: A edição de 1948 não figura em alguns palmarés como o de museodeciclismo.it. Ao excluir esta edição, a contagem de edições realizadas coincide com a contagem oficial.

## Palmarés por países
| País            | Vitórias | Último vencedor               |
| --------------- | -------- | ----------------------------- |
| Itália          | 82       | Alessandro De Marchi em 2018  |
| Países Baixos   | 3        | Robert Gesink em 2010         |
| Bélgica         | 3        | Jan Bakelants em 2015         |
| Colômbia        | 3        | Esteban Chaves em 2016        |
| Suíça           | 2        | Tony Rominger em 1988         |
| Suécia          | 1        | Bernt Johansson em 1978       |
| Portugal        | 1        | Acácio dá Silva em 1985       |
| França          | 1        | Jean-François Bernard em 1987 |
| União Soviética | 1        | Dmitri Konyshev em 1989       |
| Alemanha        | 1        | Jan Ullrich em 2001           |
| Espanha         | 1        | Iván Gutiérrez em 2003        |
| Luxemburgo      | 1        | Fränk Schleck em 2007         |
| Eslovênia       | 1        | Primož Roglič em 2019         |

## Estatísticas

### Mais vitórias
| Ciclista            | Vitórias | Anos                          |
| ------------------- | -------- | ----------------------------- |
| Costante Girardengo | 5        | 1918, 1919, 1921, 1922 e 1925 |
| Fausto Coppi        | 3        | 1941, 1947 e 1948             |
| Gianni Motta        | 3        | 1990, 1991 e 1995             |
| Davide Cassani      | 3        | 1968, 1969 e 1971             |
| Adolfo Leoni        | 2        | 1942 e 1946                   |
| Luciano Maggini     | 2        | 1950 e 1951                   |
| Gino Bartali        | 2        | 1952 e 1953                   |
| Nino Defilippis     | 2        | 1954 e 1955                   |
| Bruno Monti         | 2        | 1956 e 1957                   |
| Diego Ronchini      | 2        | 1958 e 1961                   |
| Michelle Dancelli   | 2        | 1965 e 1967                   |
| Franco Bitossi      | 2        | 1970 e 1973                   |
| Francesco Moser     | 2        | 1974 e 1979                   |
| Pierino Gavazzi     | 2        | 1981 e 1982                   |
| Michele Bartoli     | 2        | 1996 e 2002                   |
| Gilberto Simoni     | 2        | 2000 e 2005                   |
| Robert Gesink       | 2        | 2009 e 2010                   |
| Davide Rebellin     | 2        | 2006 e 2014                   |

- Em negrilla corredores activos.

### Vitórias consecutivas
- Duas vitórias seguidas:
  -  Costante Girardengo (1918, 1919  e 1921, 1922)
  -  Fausto Coppi (1947, 1948)
  -  Luciano Maggini (1950, 1951)
  -  Gino Bartali (1952, 1953)
  -  Nino Defilippis (1954, 1955)
  -  Bruno Monti (1956, 1957)
  -  Gianni Motta (1968, 1969)
  -  Pierino Gavazzi (1981, 1982)
  -  Davide Cassani (1990, 1991)
  -  Robert Gesink (2009, 2010)

- Em negrito corredores activos.